# Coxim
Coxim, amtlich portugiesisch Município de Coxim, ist eine Stadt im brasilianischen Bundesstaat Mato Grosso do Sul. Der Ort wird auch Hauptstadt des Fisches genannt und lockt jährlich Tausende Touristen an, die zum Angeln kommen.
Die Bevölkerungszahl wurde zum 1. Juli 2021 auf 33.547 Einwohner geschätzt, die auf einer großen Gemeindefläche von rund 6391,5 km² leben und Coxinenser (coxinenses) genannt werden. Die Bevölkerungsdichte beträgt rechnerisch 5 Einwohner pro km². Die Gemeinde steht an 13. Stelle der 79 Munizips des Bundesstaates.

## Geographie

### Lage
Die Stadt liegt 245 km von Campo Grande, der Hauptstadt des Bundesstaates und 982 km von der Landeshauptstadt Brasília entfernt. Nachbarstädte sind Corumbá, Sonora, Pedro Gomes, Alcinópolis, Camapuã, São Gabriel do Oeste und Rio Verde de Mato Grosso.

### Gewässer
Die Stadt steht unter dem Einfluss des Rio Paraná, der zum Flusssystem des Río de la Plata gehört.
Die wichtigsten Flüsse sind:
- Rio Coxim
- Rio Jauru
- Rio Piquiri
- Rio Taquari

### Vegetation
Das Gebiet ist ein Teil der Cerrados (Savanne Zentralbrasiliens).

### Klima
In der Stadt herrscht tropisches Klimas (Aw). Die durchschnittliche Temperatur liegen zwischen 23 °C und 25 °C. Es fällt zwischen 1000 und 1500 mm Niederschlag jährlich. Regenzeit ist zwischen September und März. Die Trockenzeit ist im Sommer.

## Verkehr
Die Bundesstraße BR-163 führt durch die Stadt. Coxim hat einen Flughafen, der allerdings nicht von den großen Fluggesellschaften bedient wird.

## Wirtschaft
Haupterwerbszweige sind extensive Landwirtschaft sowie Kultur und Tourismus. Coxim ist einer der größten Sojaproduzenten des Landes.

## Tourismus
Mit über 400 Fischfarmen ist Coxim einer der größten Fischgebiete des mittleren Westens. Die Stadt ist auch eine der bedeutendsten Orte für Ökotouristen, die den Pantanal besuchen.

## Religion
Die Stadt ist Sitz des Bistums Coxim.

## Durchschnittseinkommen und HDI
Das monatliche Durchschnittseinkommen betrug 2017 den Faktor 2,1 des brasilianischen Mindestlohns (Salário mínimo) von R$ 880,00 (umgerechnet für 2019: rund 418 €). Der Index der menschlichen Entwicklung (HDI) ist mit 0,703 für 2010 als hoch eingestuft.
Das Bruttosozialprodukt pro Kopf betrug 2016 24.575,12 R$.

## Persönlichkeiten, die mit der Stadt verbunden sind
- Clóvis Frainer (1931–2017): Prälat von Coxim
- Antonino Migliore (* 1946): römisch-katholischer Geistlicher und Bischof von Coxim